# Сосновка (Днепропетровская область)
Сосновка (укр. Соснівка) — село,
Великомихайловский сельский совет,
Покровский район,
Днепропетровская область,
Украина.
Код КОАТУУ — 1224283407. Население по переписи 2001 года составляло 206 человек .

## Географическое положение
Село Сосновка находится на левом берегу реки Вороная,
выше по течению на расстоянии в 0,5 км расположено село Хорошее,
ниже по течению на расстоянии в 3 км расположено село Орестополь.

## История
- 1783 год — дата основания как село Зубково.
- 1921 год — переименовано в село Сосновка.